# 奥利弗·汤恩德
奥利弗·汤恩德（英語：Oliver Townend，1982年11月15日—），英国男子马术运动员。他曾代表英国参加2020年夏季奥林匹克运动会马术比赛，获得团体三项赛金牌和个人三项赛第五名。